# Irische Musikcharts
Die offiziellen irischen Musikcharts werden im Auftrag der Irish Recorded Music Association (IRMA) ermittelt. Die von GfK Chart Track durchgeführten Erhebungen umfassen Charts zu Singles, Alben und Musik-DVDs. Neben generellen Charts gibt es auch Teilauswertungen zu Compilations, Independent-Veröffentlichungen, Klassik und andere.

## Geschichte
Die Dubliner Zeitung Evening Herald veröffentlichte bereits ab Februar 1959 eine Bestenliste von Singles in Irland. Am 1. Oktober 1962 wurde erstmals von RTÉ eine Chartsendung ausgestrahlt, die später als Top 40 Oifigiúil na hÉireann, die Offiziellen Irischen Top 40, bekannt wurde. Dies gilt als Beginn der offiziellen Charts in Irland. Wie in vielen anderen Ländern wurde lange nur ermittelt, wie viele Tonträger an den Einzelhandel ausgeliefert wurden. Erst 1992 wurde das Marktforschungsunternehmen Gallup, das auch die offiziellen britischen Charts ermittelt, mit der Erfassung der tatsächlichen Verkäufe beauftragt. In 60 der größten Musikläden in Irland wurden dazu Barcode-Scanner installiert, die jeden Verkauf registrierten und eine tägliche Sammelmeldung weitergaben. Daraus wurden dann die jeweiligen Chartlisten erstellt.
Als sich 1996 die Eigentumsverhältnisse bei Gallup änderten, wurde für die Chartermittlung das Unternehmen Chart-Track gegründet. Das deutsche Marktforschungsunternehmen GfK übernahm Chart-Track 2008 mehrheitlich und 2012 zu 100 %.
In den folgenden Jahren wurde die Datenerfassung verfeinert und das EPoS-System eingeführt. Dabei gibt jeder Kassenarbeitsplatz (Electronic Point of Sale) die vollständigen Produktdaten direkt per Datenleitung an Chart-Track weiter. Das Datennetz wurde bis Mitte der 2000er auf etwa 400 Geschäfte ausgedehnt, was über 90 % des irischen Markts entspricht. Zu dieser Zeit wurde auch begonnen, die Downloadverkäufe verschiedener Internetanbieter zu erfassen und in die Chartermittlung einzubeziehen.
Detaillierte Auswertungen der Verkaufsdaten und fortlaufende Midweek Charts sind für die IRMA-Mitglieder verfügbar. Für die offiziellen Charts werden die Daten einer vollständigen Verkaufswoche von Freitag früh bis einschließlich Donnerstag abend zusammengezählt. Im Lauf des darauf folgenden Tags werden die Listen dann von der IRMA veröffentlicht. Die Charts tragen jeweils das Datum des Donnerstags, an dem die Verkaufswoche endet.

### Albumcharts
Bis 2005 umfassten die Albumcharts 75 Positionen, seit Februar 2006 werden von der IRMA die Top-100-Albumcharts veröffentlicht.

### Singlecharts
Die offiziellen Charts begannen 1962 als Top-10-Liste. Sie wurde erweitert und bis 1999 als Top 30 veröffentlicht. Vom 6. Januar 2000 bis 23. Februar 2012 umfassten die Singlelisten 50 Positionen, dann wurde wie bei den Alben auf Top 100 umgestellt.
Bis 2006 spiegelten die Charts die Verkäufe von Tonträgern wie Schallplattensingles und Single-CDs wider. In den 2000ern hatte sich aber auch ein Markt für Musikdownloads entwickelt, der Mitte 2006 in Irland bereits 14 % des Musikmarkts ausmachte. Deshalb folgte Chartermittlung dem Vorbild anderer Länder und mit der Ausgabe vom 7. Juli dieses Jahres wurden auch Downloadverkäufe in die Charts mit einbezogen.
Ein neuer Trend im Musikkonsum entwickelte sich in den frühen 2010er Jahren mit dem Musikstreaming über mobile Telephone und Computer, wodurch Lieder nicht mehr gekauft werden mussten, sondern bei einem Anbieter beispielsweise im Rahmen eines Abonnements jederzeit abgerufen werden konnten. 2013 gab es durch neue Angebote einen rapiden Anstieg und die 50 meistgestreamten Songs kamen zusammen bei den wichtigsten Anbietern auf bis zu  1,4 Millionen Abrufe. Deshalb wurden mit der Ausgabe vom 11. Juli 2014 auch die Streamingdaten einer Reihe von Anbietern berücksichtigt. 100 Abrufe werden dabei gewertet wie ein verkauftes Lied.

## Chartlisten in Irland
Folgende Charts wurden in der Woche 01/2015 offiziell von der IRMA veröffentlicht:
- Top 100 Singles
  - bis 1999 Top 30, bis November 2012 Top 50
- Top 100 Albums
  - bis November 2012 Top 75
- Top 30 Compilation
- Top 20 Independent
- Top 5 DVD

zusätzlich bei GfK Chart-Track:
- Top 5 Classical Albums
- Top 20 Downloads